# Frans de Wever

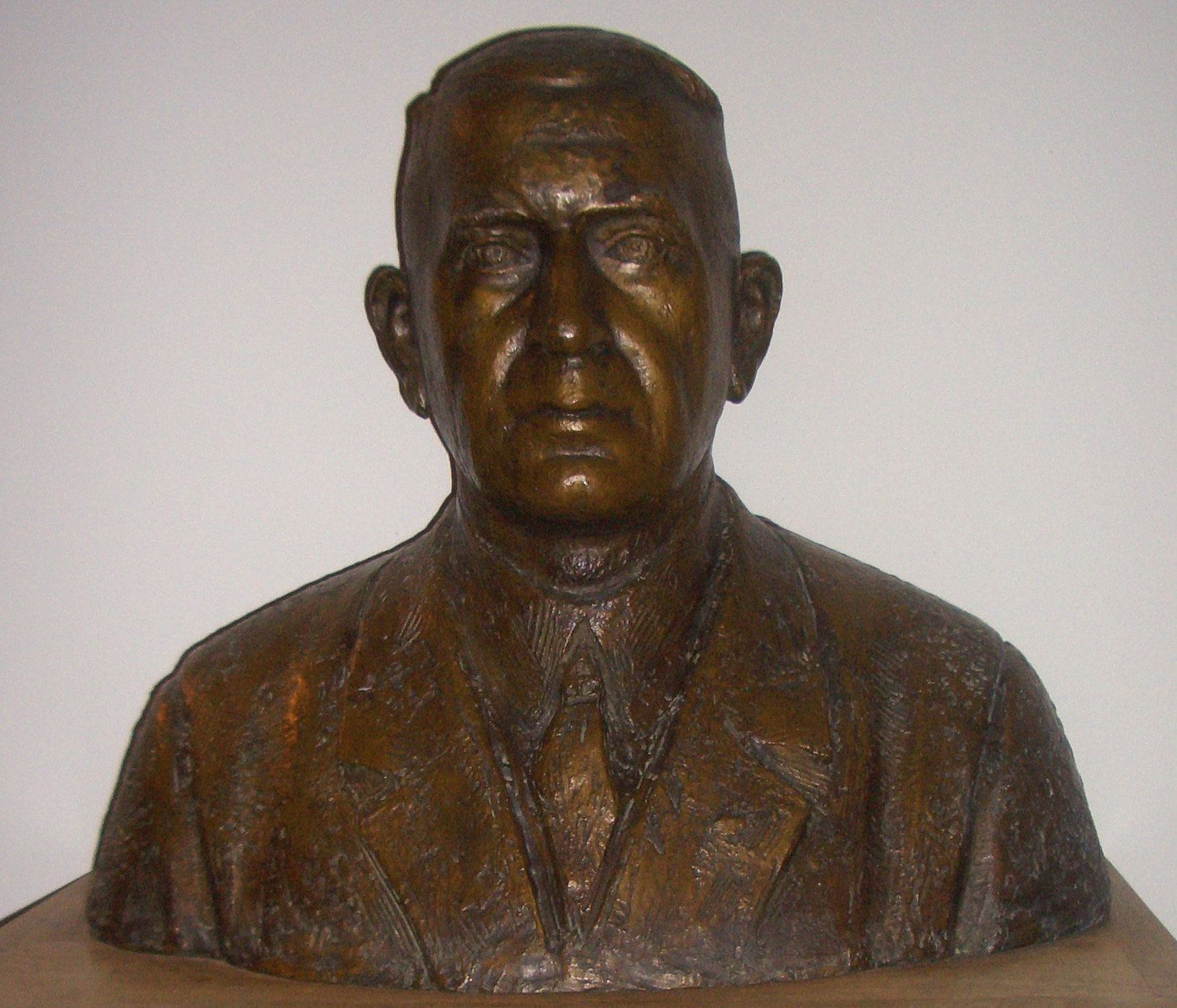
Buste van De Wever in het Atrium Medisch Centrum in Heerlen.

Frans de Wever (Nuth, 29 januari 1869 - Heerlen, 9 september 1940) was een Nederlandse huisarts, mijnarts, spoorarts, gemeente-arts en stichter van een ziekenhuis.

## Biografische schets
Frans de Wever werd geboren in een groot apothekersgezin in het Zuid-Limburgse dorp Nuth. Zijn jongste broer was de arts en botanicus August de Wever. Net als zijn broer studeerde hij geneeskunde te Utrecht.
Op aandringen van de burgemeester en dorpsapotheker van Heerlen, Charles de Hesselle, vestigde Frans de Wever zich in 1896 als beginnend huisarts in Heerlen. Hij nam de praktijk over van Karel Wenckebach, een pionier van de cardiologie. 
Al snel had hij zijn handen vol aan de praktijk. Toen de Oranje Nassaumijn geopend werden, kreeg hij er de taak van mijnarts bij, met als gevolg dat alle ongevalspatiënten van de mijn op zijn huisadres afgeleverd werden. Als het erg druk was, opereerde hij de 'koempels' zelfs op de keukentafel. Daarnaast was hij tevens gemeente-arts van Heerlen en de officiële spoorarts van de in 1896 in gebruik genomen spoorlijn Sittard - Herzogenrath.
Omdat er te weinig vroedvrouwen in de omgeving waren, moest hij ook vaker bevallingen doen. In de beginjaren van zijn praktijk vervoerde hij patiënten met paard en wagen. Aangezien het dichtstbijzijnde en tevens enige ziekenhuis in Zuid-Limburg in Maastricht lag, moest hij lang en ver reizen met zijn patiënten.  Vanaf 1902 had hij de beschikking over een auto, uit de fabrieken van Cudell in het nabijgelegen Aken.

## Oprichting van het ziekenhuis
Na aandringen bij monseigneur Savelberg, kreeg hij het voor elkaar om een ziekenhuis te laten bouwen, het eerste in Heerlen. De Wever werd hoofdarts van het ziekenhuis. De door Savelberg opgerichte zustercongregatie, de Kleine Zusters van de Heilige Joseph, namen de verpleging op zich. Op 9 november 1904 zegende Savelberg het ziekenhuis in, dat de Duitstalige naam 'Maria Hilfspital' kreeg. Toen het ziekenhuismanagement De Wever door de snelle groei van Heerlen en het aantal patiënten te veel tijd ging kosten, droeg hij in 1926 deze taak over, waarna hij zich weer kon concentreren op de huisartsenpraktijk.
In de jaren zeventig van de twintigste eeuw werd, als eerbetoon aan de stichter, de naam van het ziekenhuis gewijzigd in De Wever-Ziekenhuis. Later werd de naam veranderd in Atrium Medisch Centrum, om uiteindelijk als Zuyderland door het leven te gaan. Het restaurant van het ziekenhuis is nog naar hem vernoemd: 't Wevertje.